# Mörk inka
Mörk inka (Coeligena orina) är en starkt utrotningshotad fågel i familjen kolibrier. Arten är endemisk för Colombia.

## Utseende
Mörk inka är en 14 cm lång kolibri som gör skäl för sitt namn genom hanens mycket mörka, nästan svarta fjäderdräkt med metallisk grönglans. På övergumpen är den mer gyllene. På strupen syns en liten men lysande metalliskt blå fläck och panna är glittrande grön. Male is very dark, almost black, with a metallic green sheen. More golden on the rump. Small, bright metallic blue gular spot. Males have a glittering green frontlet on the forehead. Till skillnad från gyllenbukig inka som den tidigare behandlats som underart till saknar både hane och hona brons- eller kanelfärgade nyanser i fjäderträkten, ej heller violett eller turkos olikt andra inkaarter.

## Utbredning och status
Fågeln återfinns i de västra Anderna i Colombia (Antioquía). Länge var den känd endast från exemplar förvarade i museum och betraktades ofta som en muterad form eller en färgmorf av någon annan art i Coeligena. Dock återupptäcktes den 2004 och dess status som en distinkt art bekräftades. Internationella naturvårdsunionen IUCN kategoriserar arten länge som akut hotad, men flyttade den till den lägre hotnivån starkt hotad (EN) när studier visade att den var vanligare än man tidigare trott. Beståndet är dock fortfarande mycket litet, bestående endast av uppskattningsvis 250–2500 vuxna individer, och den tros också minska i antal på grund av habitatförlust.

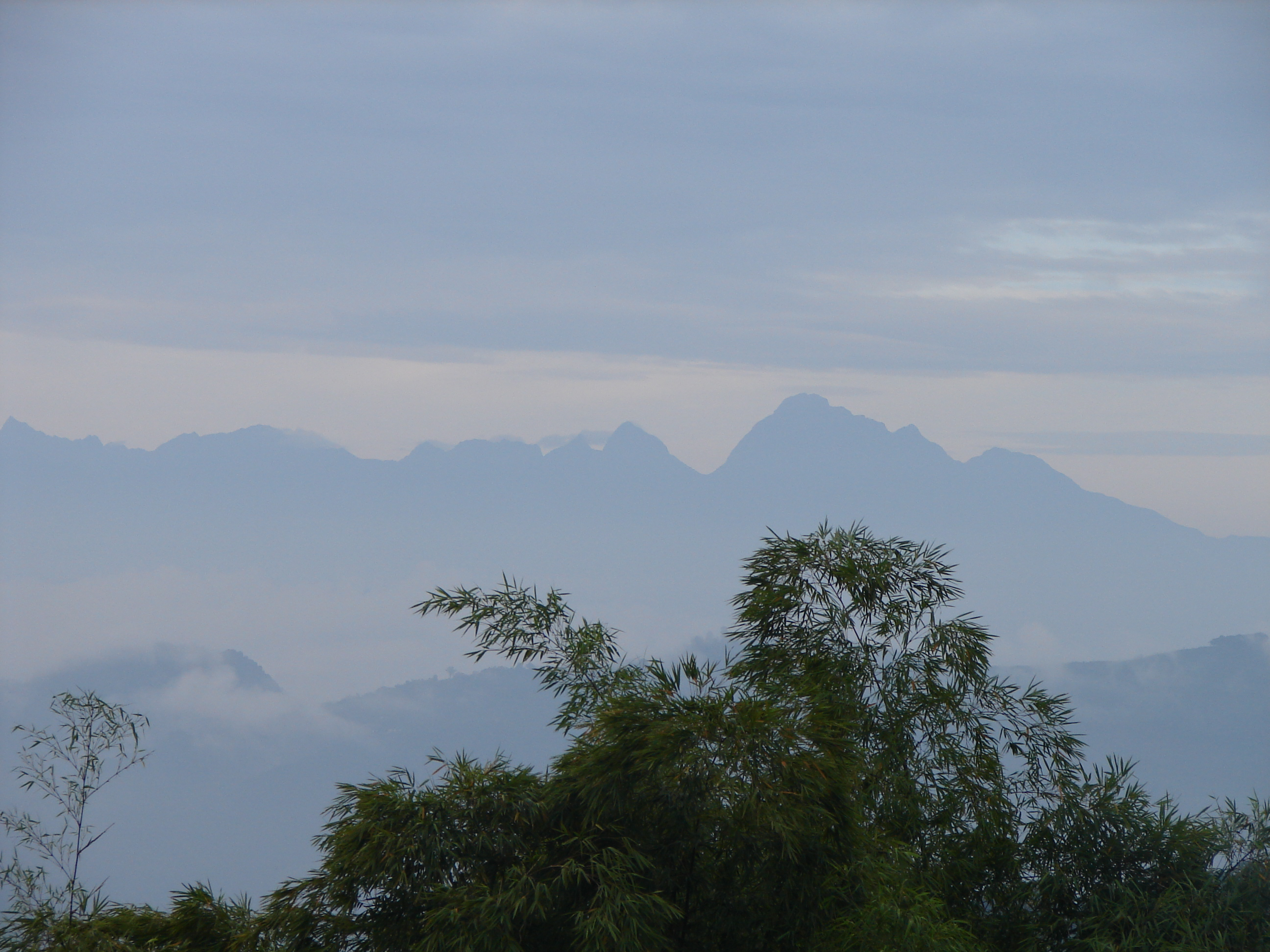
En av fyra delpopulationer av mörk inka återfinns i bergsområdet Farallones del Citará i Colombia.